# Antonio José de Escalada
Antonio José de Escalada y Sarria (Buenos Aires, 1752 - íd, 16 de noviembre de 1821) fue un político y comerciante argentino que participó activamente en la revolución de mayo, suegro de José de San Martín.

## Biografía
Antonio José de Escalada y Sarria nació en Buenos Aires. Fue hijo del español Manuel de Escalada y Bustillo de Ceballos, el más acaudalado comerciante de la ciudad, y de Luisa de Sarria y Leal de la Plaza, nativa de Concepción, Chile.
Tanto él como su hermano Francisco Antonio eran hijos naturales de Luisa de Sarria y Leal de la Plaza legitimados como de Manuel de Escalada y Bustillo de Ceballos por el Rey Carlos III de España en 1772, tal como Francisco Antonio expone en el pedido de Real Provisión de Hidalguía presentado en la Cancillería de Valladolid, como el mismo Manuel confirma en su testamento donde afirma que "Francisco Antonio y Antonio Joseph mis hijos naturales los tuve de soltero en la expresada doña Luisa de Sarria", y Luisa de Sarria en el suyo, en el que establece como sus herederos a sus:"hijos naturales, havidos de barón que no tuvo embarazo, impediente ni dirimente, para haverse casado conmigo, nombrados Francisco Antonio de edad de doze años, y Antonio Joseph de diez, los cuales se mantienen y se han mantenido en mi compañía".
Tras la muerte de su madre, el 13 de febrero de 1762, el padre los llevó a su casa para darles los primeros estudios, los que ellos no quisieron proseguir.
En 1774 su padre dictó testamento y les dejó a los hermanos un tercio de su fortuna, dejando el resto a sus hermanos Fernando, afincado en España, y Miguel, quien vivía en Nueva España (México).
Tras la muerte de su padre, Antonio José viajó a España, con poderes otorgados por Francisco Antonio, a fin de disponer con su tío Fernando de Escalada el destino de los bienes paternos en Castañeda. 
En 1776 Antonio José de Escalada regresó al Río de la Plata en la fragata Santa Rosalía. 
Luego de enviudar el 13 de junio de 1784, el 14 de junio de 1788 casó en la ciudad de Buenos Aires con la patricia Tomasa de la Quintana, hermana del después general Hilarión de la Quintana, lo cual lo relacionó con otros dirigentes militares de la causa independentista, a quienes protegió.
En 1780 Antonio José fue regidor del Cabildo de Buenos Aires. Desempeñó después los cargos de alcalde, miembro del Real Consulado, canciller de la Real Audiencia y síndico procurador.

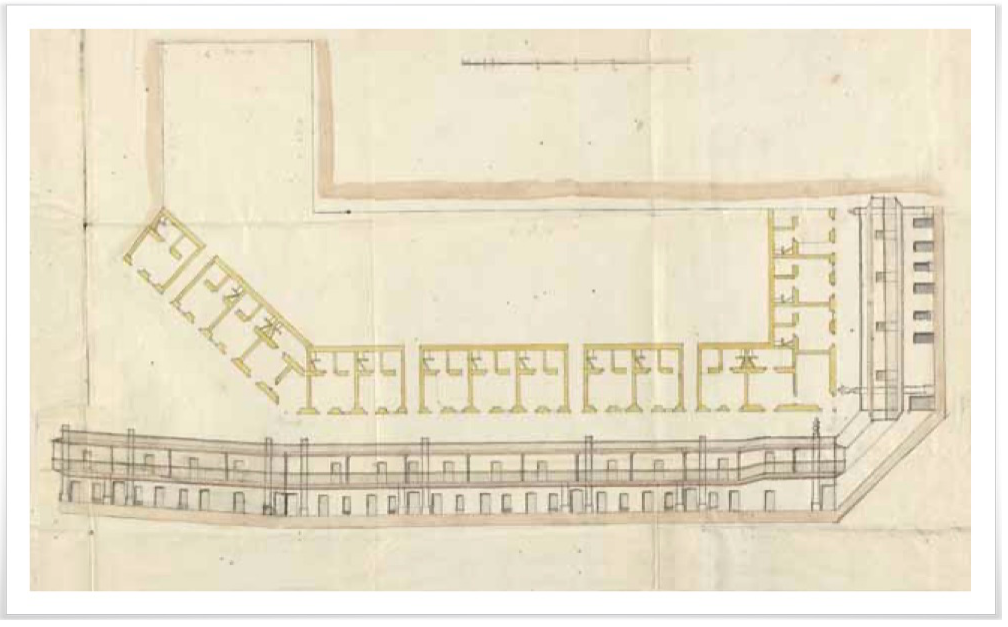
Plano de la casa de Antonio José Escalada, plaza Mayor de Buenos Aires, 1785

Fue miembro del Consulado de Comercio de Buenos Aires e hizo una rápida carrera política: antes de 1810 había sido regidor y alcalde de primer voto del Cabildo de Buenos Aires. Se casó con Petrona Salcedo, sobrina del virrey Juan José de Vértiz y Salcedo.
Participó activamente en la Revolución de Mayo, y durante el cabildo abierto del 22 de mayo de 1810 se pronunció por la independencia del Virreinato del Río de la Plata. Fue miembro de la Real Audiencia de Buenos Aires, período en que se enfrentó al presidente de la Primera Junta, Cornelio Saavedra, que terminó por desterrarlo en la frontera. A su regreso fue tesorero de la ciudad de Buenos Aires.
Desde comienzos de 1812 recibió al entonces coronel José San Martín en su casa, que éste utilizaba como centro de actividades sociales en apoyo de la creación del Regimiento de Granaderos a Caballo. En su casa se organizaban tertulias para reunir fondos de donaciones voluntarias, y allí se fijó el lugar oficial de recaudación de fondos para su financiación. A fines de ese mismo año, después de haber incorporado a sus hijos Manuel y Mariano a los Granaderos a Caballo como oficiales, San Martín contrajo matrimonio con su hija Remedios.
A fines de 1815 fue presidente de la Junta de Observación, encargada de negociar con los federales de Santa Fe y Entre Ríos. Si bien no tuvo éxito en su cometido, era un cuerpo representativo de un grupo político poderoso, lo que le permitió ocupar interinamente el cargo de Director supremo de las Provincias Unidas del Río de la Plata durante el período que medió entre la renuncia de Antonio González Balcarce y la llegada a Buenos Aires de Juan Martín de Pueyrredón.
En 1820 fue diputado de la Junta de Representantes de Buenos Aires y fue uno de los electores de Manuel de Sarratea para el cargo de Gobernador de la Provincia de Buenos Aires. Aprobó el Tratado del Pilar que había firmado Sarratea con los caudillos federales. Fue reelecto repetidamente para ese cargo, y fue uno de los promotores de la candidatura del general Martín Rodríguez al cargo de gobernador.
Era presidente de la Junta de Representantes cuando murió de cáncer, en noviembre de 1821.
Fue sepultado en el curato de la Catedral de Buenos Aires.